# Jacques Lisfranc
Jacques Lisfranc de Saint Martin, né le 2 avril 1787 à Saint-Paul-en-Jarez (Loire) et mort le 13 mai 1847 à Paris, est un chirurgien et gynécologue français.

## Biographie
Il naît dans une famille de médecins et poursuit d'abord des études de médecine à Lyon puis à Paris sous la direction de Dupuytren. Reçu médecine en 1813, il entre très jeune au Service de santé des armées et participe à la dernière campagne d'Allemagne. Il vient se fixer définitivement à Paris en 1814 pour enseigner la chirurgie.
Il devient chirurgien en chef de la Pitié en succédant à Pierre-Augustin Béclard, et acquiert une grande renommée pour ses cours de médecine opératoire. Ses perfectionnements techniques autant que sa dextérité lui attire une importante clientèle. Il est reconnu pour ses compétences mais également pour son caractère emporté, laissant se développer un caractère de scandale autour de sa personne. Il est l'un des pionniers pour certaines intervention, dont l'ablation du rectum et l'amputation du col de l'utérus chez la femme. Il fixe certaines règles pour la ligature et l'amputation.

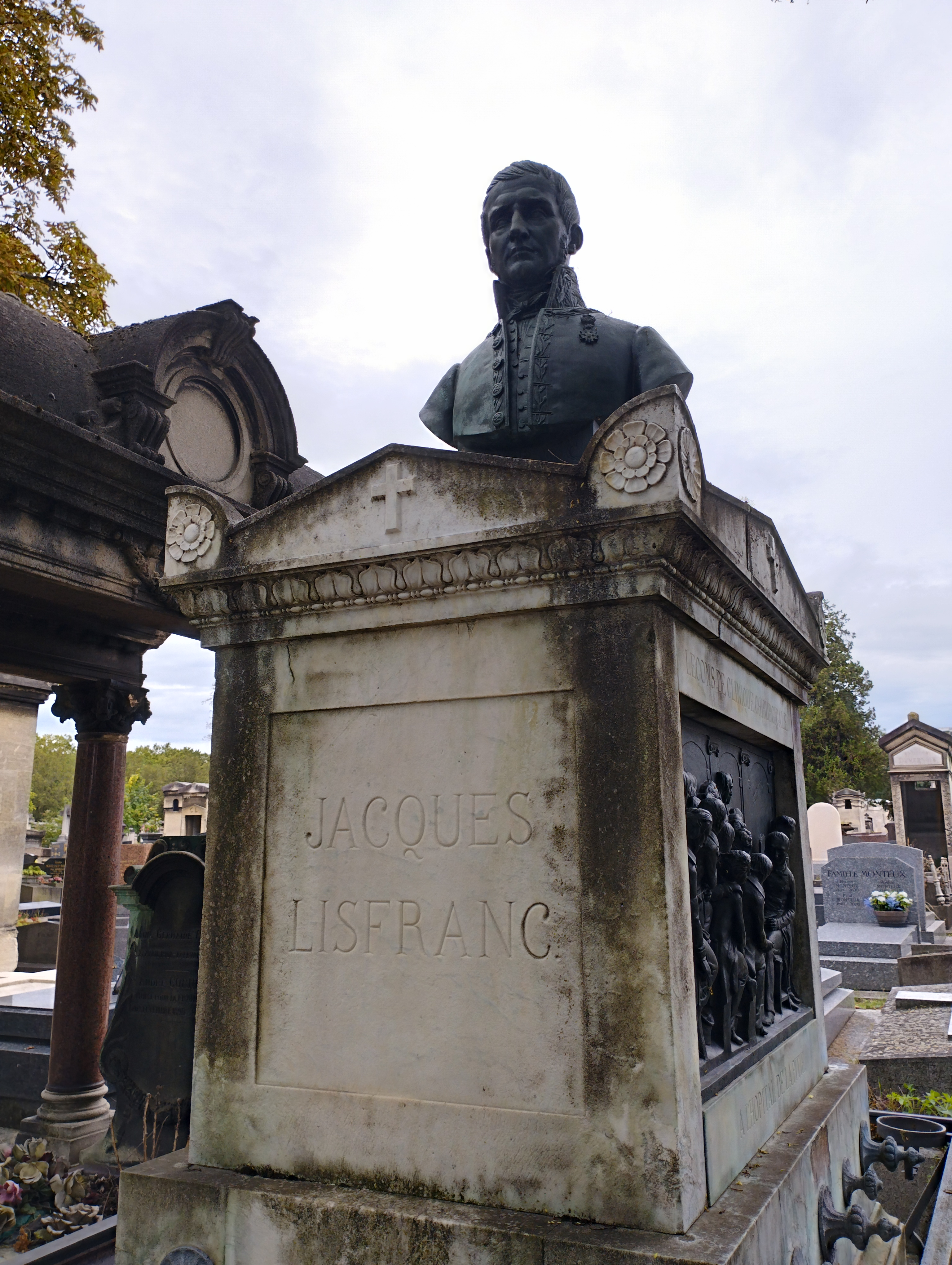
Tombe de Jacques Lisfranc au cimetière du Montparnasse (division 13).

Dans La Débâcle, Émile Zola décrit la désarticulation de l'épaule d'un blessé de Sedan selon la « méthode de Lisfranc » :
« Cette fois, il s'agissait de la désarticulation d'une épaule, d'après la méthode de Lisfranc, ce que les chirurgiens appelaient une jolie opération, quelque chose d'élégant et de prompt, en tout quarante secondes à peine. Déjà, on chloroformait le patient, pendant qu'un aide lui saisissait l'épaule à deux mains, les quatre doigts sous l'aisselle, le pouce en dessus. Alors, Bouroche, armé du grand couteau long, après avoir crié : « asseyez-le ! », empoigna le deltoïde, transperça le bras, trancha le muscle ; puis, revenant en arrière, il détacha la jointure d'un seul coup ; et le bras était tombé, abattu en trois mouvements. L'aide avait fait glisser ses pouces, pour boucher l'artère humérale. « Recouchez-le ! » Bouroche eut un rire involontaire en procédant à la ligature, car il n'avait mis que trente-cinq secondes. Il ne restait plus qu'à rabattre le lambeau de chair sur la plaie, ainsi qu'une épaulette à plat. Cela était joli, à cause du danger, un homme pouvant se vider de tout son sang en trois minutes par l'artère humérale, sans compter qu'il y a péril de mort, chaque fois qu'on assoit un blessé, sous l'action du chloroforme. »
Il est membre de l'Académie royale de médecine depuis sa fondation et son président pour 1835.
Il succombe à l'âge de 57 ans d'une « angine couenneuse » (pseudo-membraneuse) compliquée d'une fièvre pernicieuse. Il est inhumé au cimetière du Montparnasse (division 13).

## Œuvres et publications
- Quelques propositions de pathologie, précédées de recherches, réflexions et observations, [Thèse médecine de Paris no 135, présentée le 26 août 1813], Didot jeune, Paris, 1813,Texte intégral.
- Mémoire sur de nouvelles applications du stéthoscope de M. le professeur Laennec, Gabon, Paris, 1823 30 p., in-8, lire en ligne sur Gallica.
- Mémoire sur une nouvelle méthode de pratiquer l'opération de la taille chez la femme, suivi de:
- Mémoire sur un nouveau procédé pour l'amputation dans les articulations des phalanges, impr. de A. Boucher, Paris, 1823, in-8°, 23 p.,lire en ligne sur Gallica.
- Des Rétrécissements de l'urètre, [thèse soutenue par J. Lisfranc, traduite du latin, avec des notes, par J.-B. Vésignié et J.-B. Ricard], Béchet, Paris, 1824, lire en ligne sur Gallica.
- Mémoire sur la rhinoplastie, [lu à la séance annuelle de l'Académie Royale de Médecine], 1828.
- Notice analytique sur les travaux de Lisfranc, S.l., s.n., 1834, Texte intégral.
- Des Diverses méthodes et des différens procédés pour l'oblitération des artères dans le traitement des anévrismes, G. Baillière, Paris,1834, in-8° , 154 p., lire en ligne sur Gallica.
- Clinique chirurgicale de l'hôpital de la Pitié, Béchet jeune et Labé, Paris, 1841-1843, 3 vol. (XV-696, 738, 748 p.) :

1. Tome premier, lire en ligne sur Gallica
2. Tome deuxième, lire en ligne sur Gallica
3. Tome troisième, lire en ligne sur Gallica

- Notice analytique sur les travaux de M. Lisfranc,Paris, impr. de Fain et Thunot, 1842, Texte intégral.
- Précis de Médecine opératoireBéchet jeune, Paris, 1845-1847, 3 vol. (XII-872, 989, 332 p.), continué par Antoine-Joseph Jobert de Lamballe :

1. Tome premier, lire en ligne sur Gallica
2. Tome deuxième, lire en ligne sur Gallica
3. Tome troisième, lire en ligne sur Gallica

On lui doit de nombreux mémoires sur diverses techniques chirurgicales.

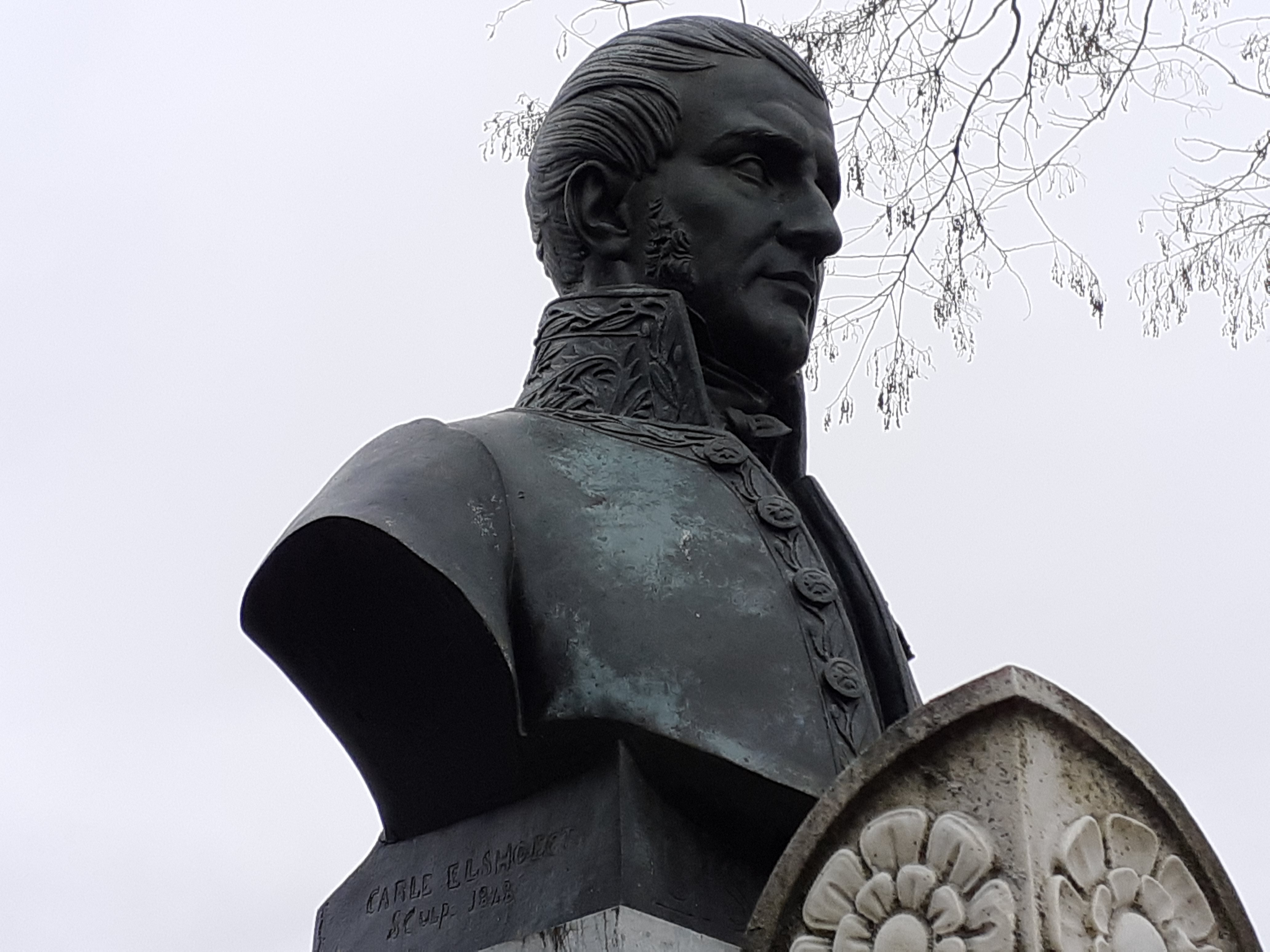
Détails de la Tombe : Buste
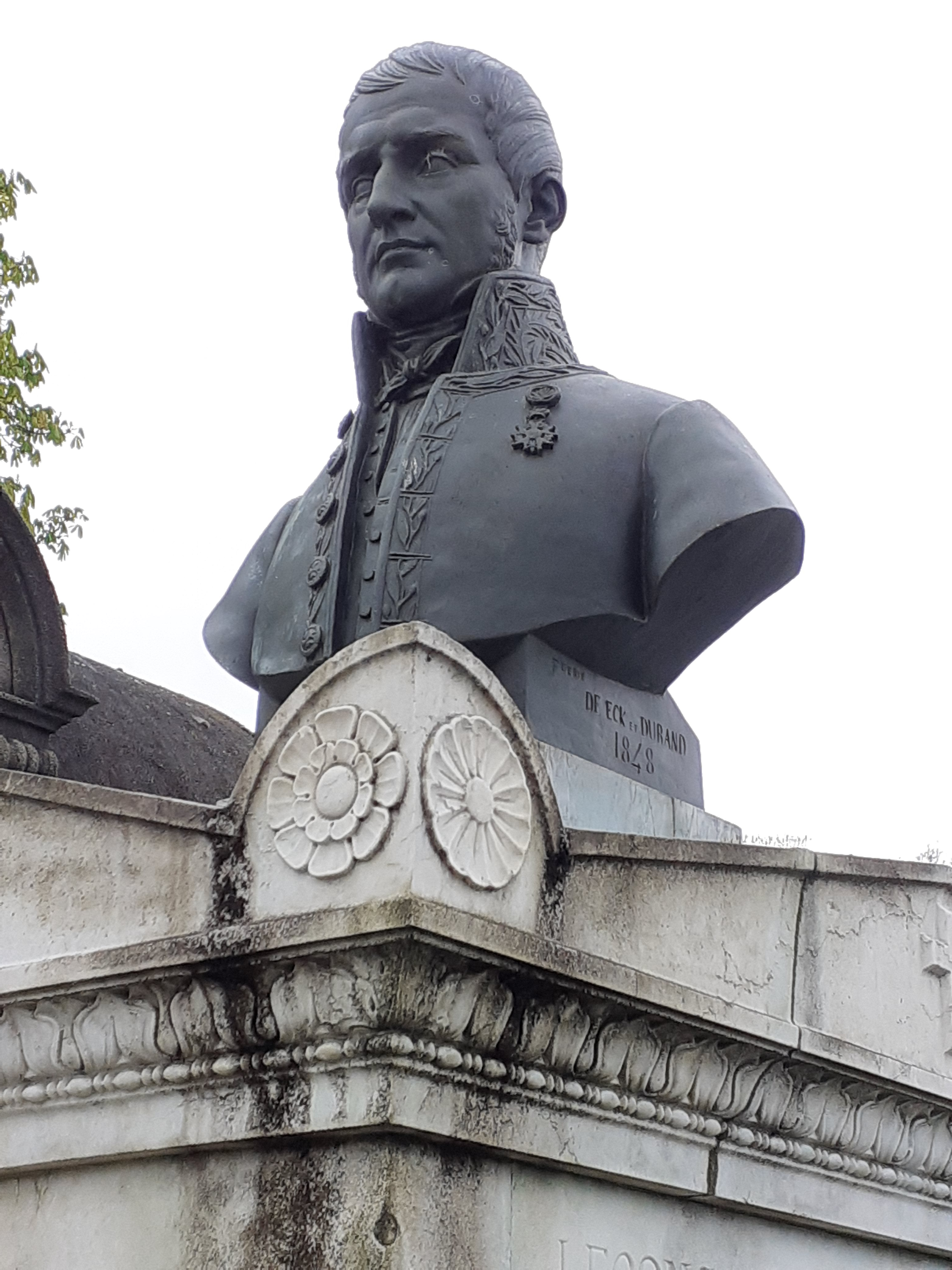
Détails de la Tombe : Buste
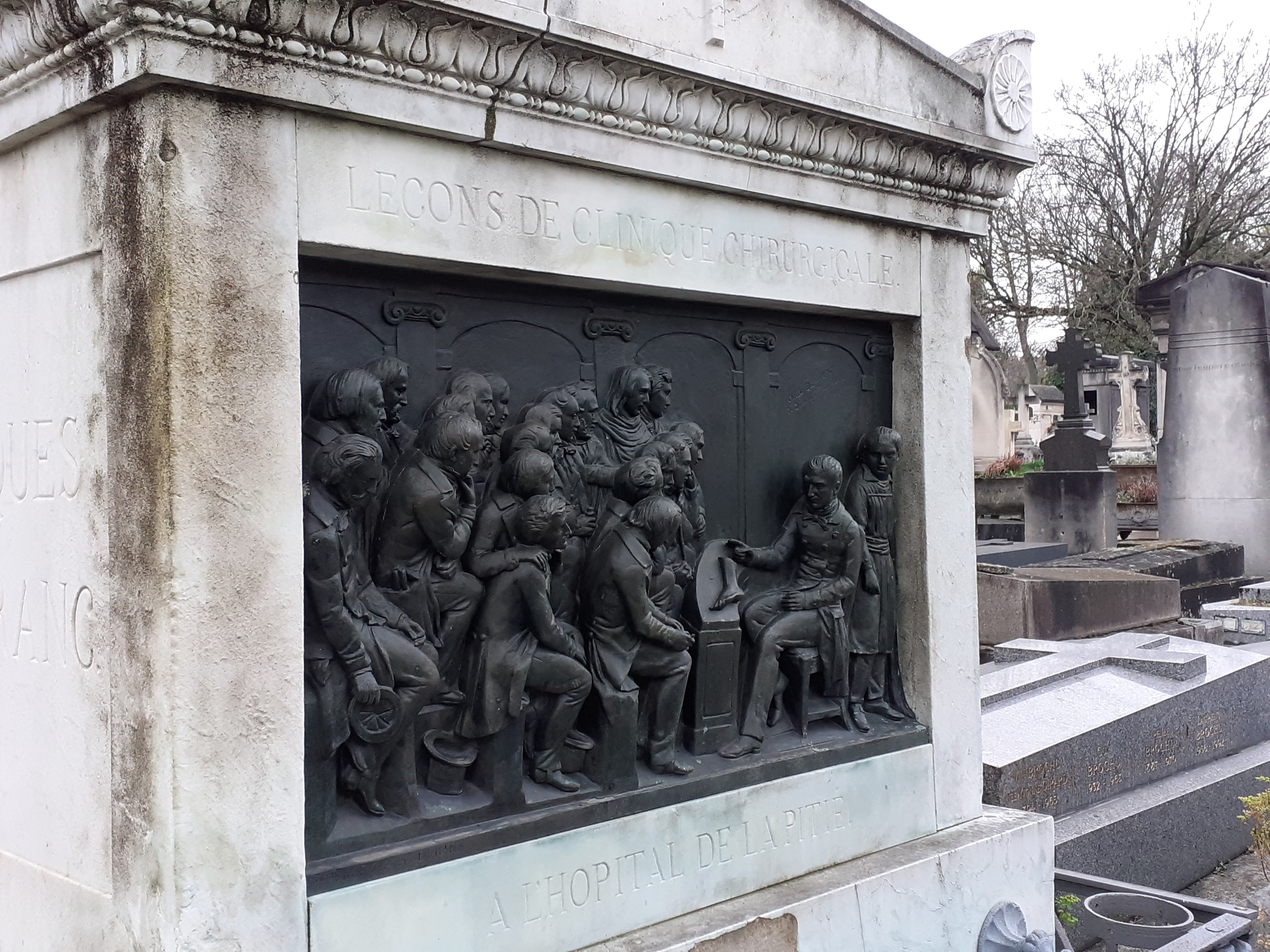
Bas relief droit : LECONS DE CLINIQUE CHIRURGICALE A L’HOPITAL DE LA PITIE
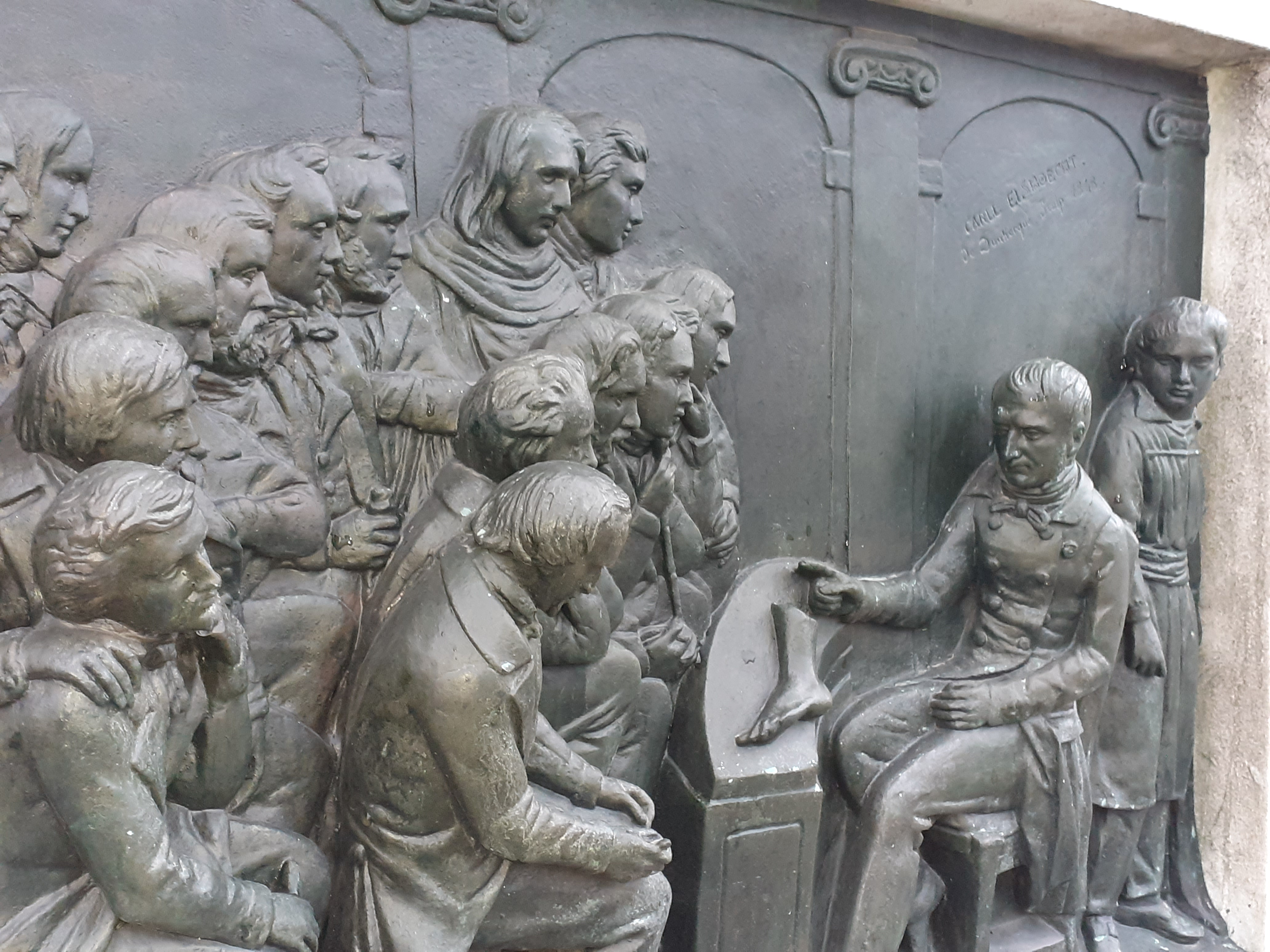
Bas relief droit : Détail
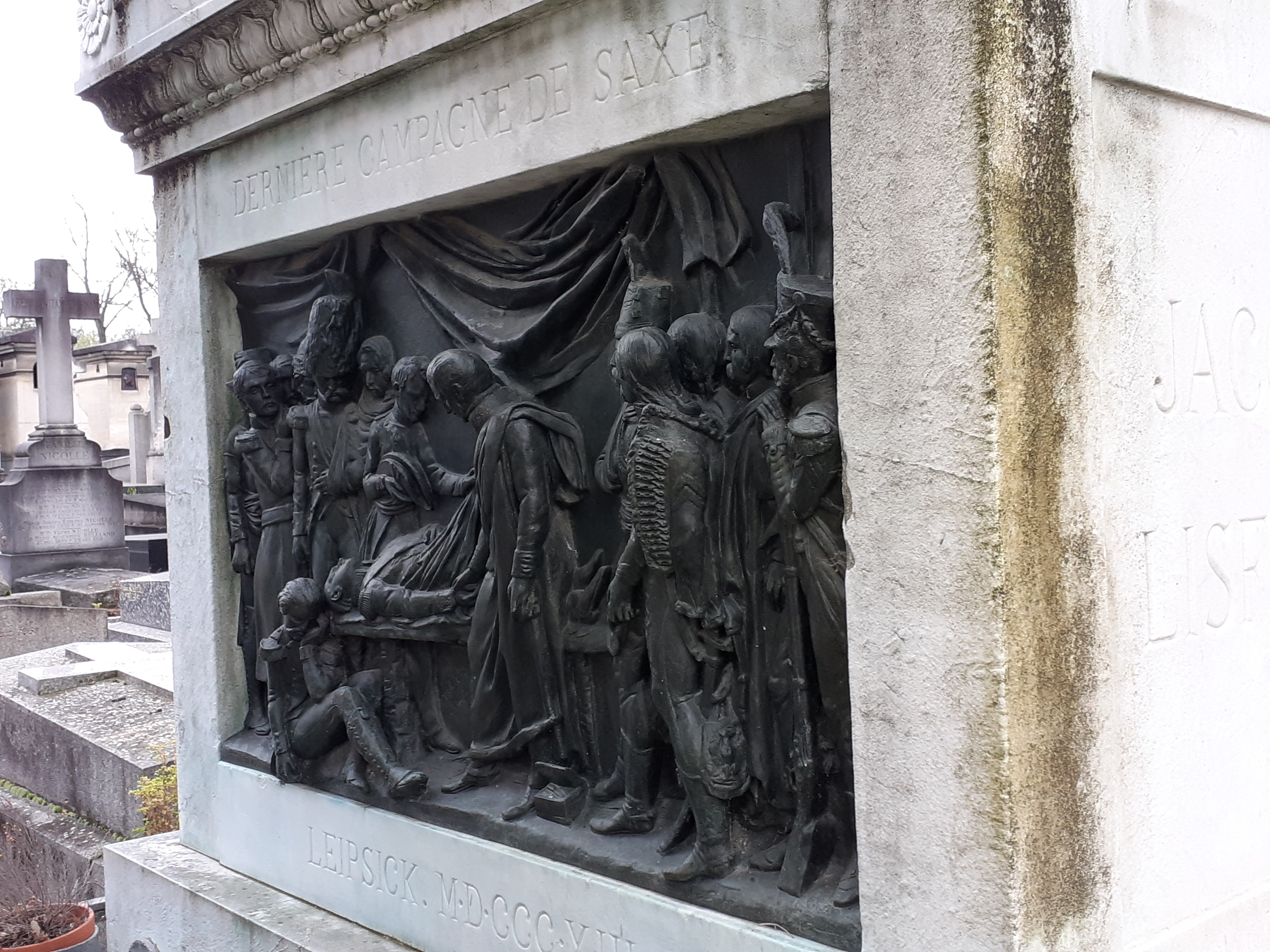
Bas relief gauche : DERNIERE CAMPAGNE DE SAXE. LEIPSICK MD CCC XIII

## Éponymie
Son nom reste attaché à deux procédés de son invention, l'un pour désarticuler l'épaule avec plus de célérité, l'autre pour amputer le pied dans son articulation tarso-métatarsienne, de manière à laisser à l'amputé une plus large base de sustentation.
Son nom a également été donné à :
- une articulation au niveau du pied, l'articulation tarso-métatarsienne, dite « articulation de Lisfranc »[3] ;
- une atteinte traumatique de cette dernière, ou fracture ou dislocation de Lisfranc[4] (classée en trois types) ;
- une intervention chirurgicale, l'« opération de Lisfranc »[5] consistant en une désarticulation (ou amputation) tarso-métatarsienne ;
- un tubercule de la première côte ou s'insère le muscle scalène : « tubercule de Lisfranc »[6];
- les ligaments interosseux cunéo-métatarsiens : « ligaments de Lisfranc ».
- la faculté de médecine de Saint-Étienne (à Saint-Priest-en-Jarez sur le site de l'hôpital Nord)[7].